# Brandon Thompson
Brandon Thompson (Thomasville, 19 ottobre 1989) è un ex giocatore di football americano statunitense che ha militato nel ruolo di defensive tackle nella National Football League (NFL). Fu scelto nel corso del terzo giro (93º assoluto) del Draft NFL 2012 dai Cincinnati Bengals. Al college ha giocato a football a Clemson.

## Carriera

### Cincinnati Bengals
Considerato uno dei migliori defensive tackle disponibili nel Draft 2012, il 27 aprile 2012 Thompson fu scelto nel corso del terzo giro dai Cincinnati Bengals. Brandon debuttò il 10 settembre nella prima gara della stagione, persa nettamente contro i Baltimore Ravens per 44-13 mettendo a segno un tackle. Nella sua stagione da rookie disputò altre due partite, senza far registrare alcuna statistica.
Nella stagione 2013, giocò tutte le 16 partite stagionali, di cui sette come titolare, mettendo a segno 23 tackle e 1,5 sack.